# Hemangioma congênito
'Hemangioma congênito' (HC) é um tumor vascular congênito com características semelhantes ao hemangioma infantil (HI). Eles podem ser distinguidos do hemangioma infantil, porque estão totalmente desenvolvidos ao nascimento. Eles se formam durante a vida pré-natal e atingem seu tamanho máximo antes do nascimento. Hemangiomas congênitos podem ser diagnosticados no útero por ultra-som pré-natal. Ao contrário dos HI, HC são mais comuns nas extremidades, tem uma distribuição por sexo igual, e são solitários, com um diâmetro médio de 5 cm. Comumentem, se apresentam na cabeça e no pescoço e nas extremidades inferiores.

## Classificação
Hemangiomas congênitos são divididos em 3 subgrupos: os hemangiomas congênitos rapidamente involutivos (RICH), os hemangiomas congênitos não involutivos (NICH) e aqueles parcialmente involutivos (PICH).
O hemangioma congênito rapidamente involutivo, RICH, apresenta-se ao nascimento como um tumor solitário com uma depressão, cicatriz, ou ulceração central rodeada por um halo de palidez. Ele é conhecido pela sua involução rápida, que normalmente começa várias semanas após o nascimento e conclui-se entre 12-18 meses de vida. Após a regressão, RICH podem deixar uma deformação residual, tal como atrofia da pele e do tecido subcutâneo. Ele afeta principalmente os membros (52%), mas também a região da cabeça e pescoço (42%) e o tronco (6%).

O hemangioma congênito não involutivo, NICH, apresenta-se como uma lesão solitária, bem circunscrita, cor rosa-avermelhado a roxo com telangiectasias centrais e halo hipopigmentado.  Em contraste com RICH, NICH não involui e raramente ulcera. Ele persiste no final da infância e pode até mesmo imitar uma malformação vascular crescendo proporcionalmente com a criança. Embora NICH possa assemelhar-se a RICH em sua aparência externa, ele pode ser diferenciado do RICH por uma maior elevação e telangiectasias grosseiras. Ele afecta principalmente a região da cabeça e pescoço (43%), mas também os membros (38%) e o tronco (19%).

## Tratamento
A ressecção cirúrgica para hemangiomas congênitos raramente é necessária, porque RICH sofre regressão pós-natal e NICH é benigno e frequentemente assintomático. A ressecção pode ser indicado para melhorar a aparência da área afetada, quando a cicatriz cirúrgica for menos visível do que a lesão. Outras indicações são úlceras com sangramento persistente ou infecção crônica. Embora a maioria das lesões NICH não sejam problemáticas e não causem deformidade significativa, o limiar para ressecção de NICH é menor, porque não  involuem, nem respondem a farmacoterapia. Tumores RICH são observados até a involução estar concluída. Ao involuir, RICH pode deixar tecido atrófico, que pode ser reconstruído com enxerto autólogo. Muitas vezes, é melhor adiar a excisão até a regressão estar completa.